# Мощеник
Мощеник (рос. Мощеник) — присілок у Боровицькому районі Новгородської області Російської Федерації.
Населення становить 28 осіб. Належить до муніципального утворення Прогреське сільське поселення.

## Історія
До 1927 року населений пункт перебував у складі Новгородської губернії. У 1927-1944 роках перебував у складі Ленінградської області.
Орган місцевого самоврядування від 2010 року — Прогреське сільське поселення.

## Населення
| 2000 | 2001 | 2002 | 2003 | 2004 | 2005 | 2006 |
| ---- | ---- | ---- | ---- | ---- | ---- | ---- |
| 27   | →27  | →27  | →27  | ↘26  | ↘25  | →25  |
| 2007 | 2008 | 2009 | 2010 |      |      |      |
| ↗28  | ↗31  | →31  | ↘28  |      |      |      |